# Jacob Burnet
Jacob Burnet (Newark, 1770. február 22. – Cincinnati, 1853. május 10.) az Amerikai Egyesült Államok szenátora (Ohio, 1828–1831).

## Élete

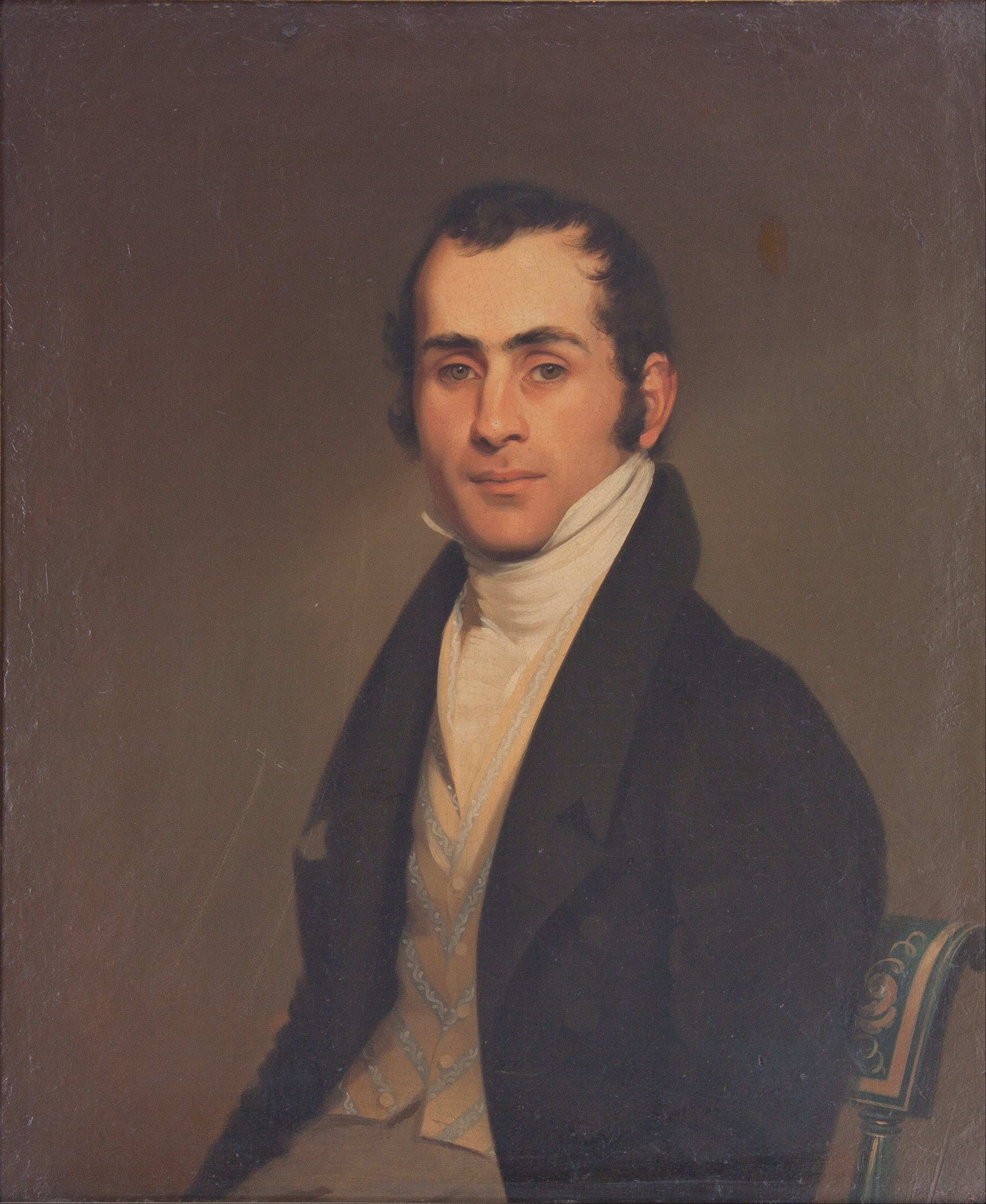
Jacob Burnet